# 威廉·柯蒂斯
威廉·柯蒂斯（英語：William Curtis，1746年1月11日—1799年7月7日）是英国植物学家和昆虫学家。
柯蒂斯出生于汉普郡的阿尔顿，原来是一位药剂师，后来对植物感兴趣，并出版了受到广泛注意的作品，25岁时，出版了《如何采集和保存昆虫标本，尤其是蛾子和蝴蝶》。
从1771年至1777年，他成为伦敦切尔西药用植物园的导游和巡视员，1779年，他在朗伯斯区创建了自己的伦敦植物园，1789年，植物园迁移到肯辛顿-切尔西区的布朗顿。在此期间，他写做出版了第一部关于城市自然的作品《伦敦植物》(6 volumes, 1777–1798)，1787年，出版了《植物杂志》，卖出3000份，后来这个杂志继续被其他植物学家接续办下去了。 
南非茱萸科 （Curtisiaceae）和短山茱萸属（Curtisia）都是为纪念他而命名的。 